# Hongaars parlement

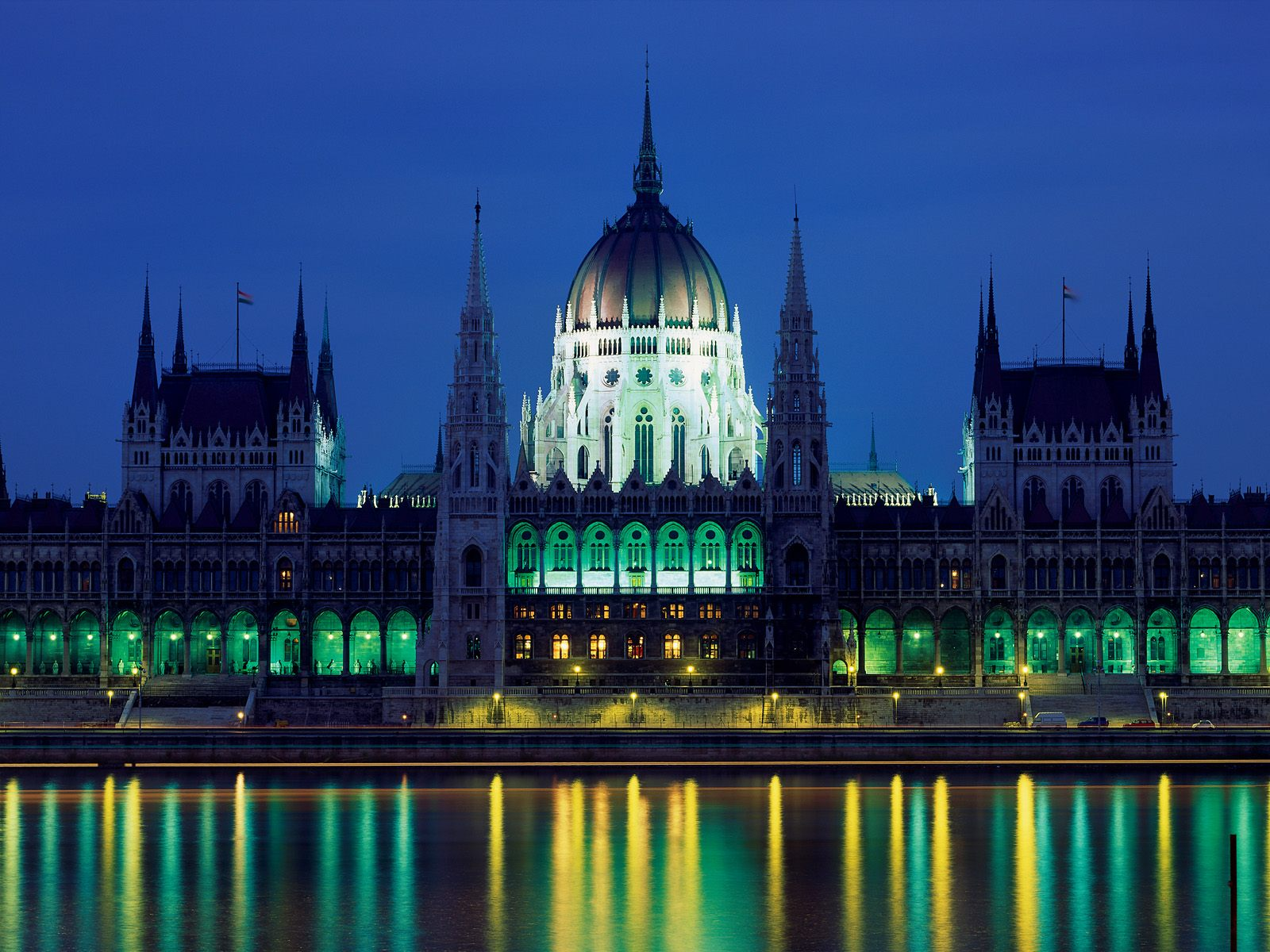
Het Parlementsgebouw Országház

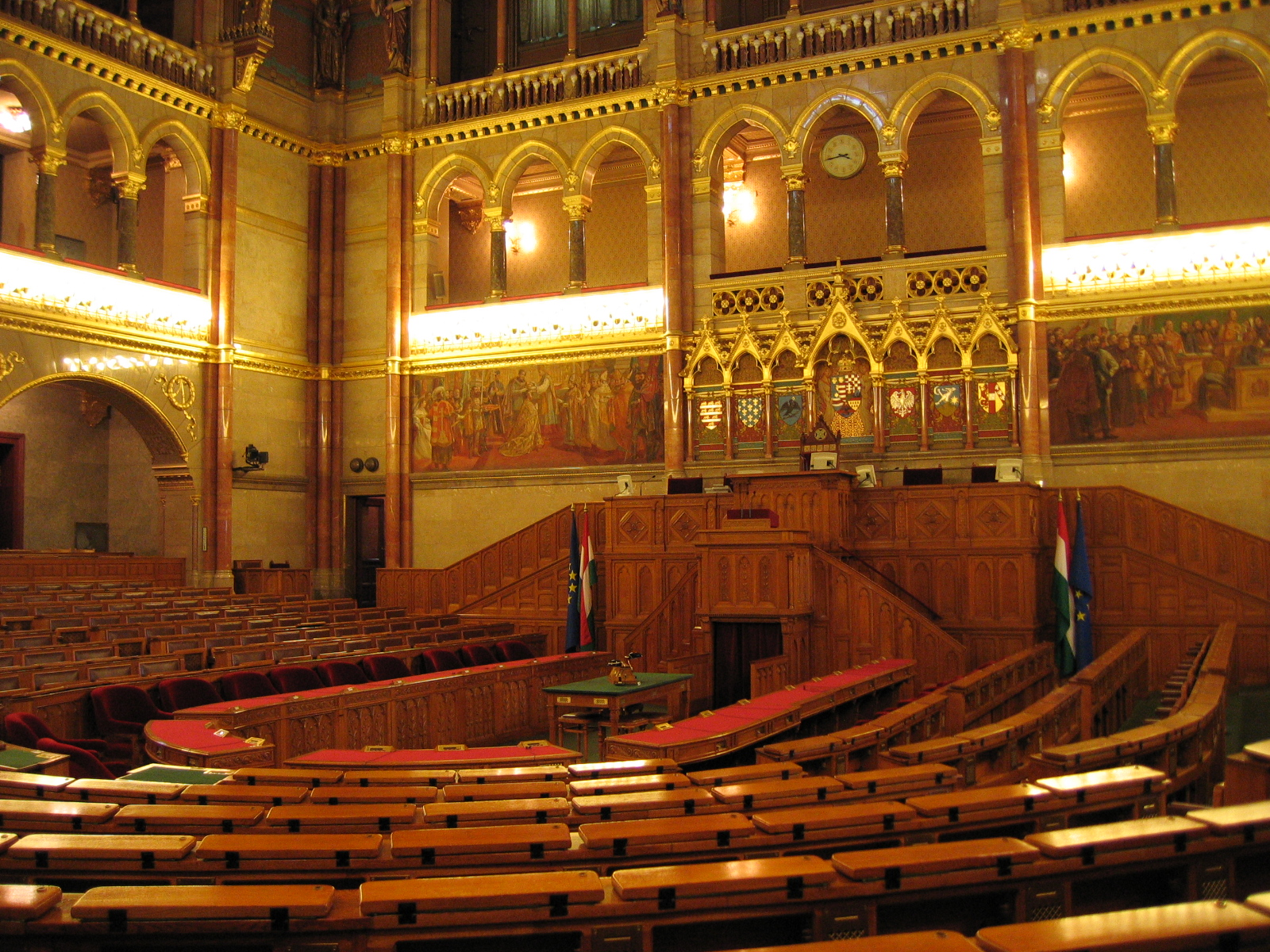
De zittingszaal

Het Hongaars Parlement of Landdag (Hongaars: Országgyülés) is het eenkamerige parlement van de republiek Hongarije. Het parlement wordt sinds de omwentelingen van 1989 om de vier jaar democratisch gekozen. De eerste vrije verkiezingen na het instorten van het communistische regime vonden plaats in 1990.
Het parlement is gevestigd in het neogotische Parlementsgebouw (Országház of "Landshuis") aan de Donau dat van oorsprong twee kamers kende. Het Hongaarse parlement heeft 199 zetels.

## Geschiedenis
Hongarije kent een bestuurlijke traditie die teruggaat tot de 13e eeuw. De volksvergadering besliste toen al mee naast de koning en na het uitsterven van de koninklijke Árpád-dynastie besloot ze ook over de verkiezing van een nieuwe koning.
In de 16e eeuw werd voor het eerst gewerkt met een tweekamerstelsel. De volksvertegenwoordigers waren aangewezen door de adel en de bestuurders van de vrije koninklijke steden en de comitaten (graafschappen).
Het parlement vergaderde na het in drie stukken uiteenvallen van Hongarije in 1526 vaak in Pozsony (het huidige Bratislava) en soms in Sopron.
Na 1848 was er sprake van een echte volksvertegenwoordiging en na 1867 kreeg het parlement meer macht nadat Hongarije en Oostenrijk gelijke rechten kregen in het Habsburgse rijk. Vanaf 1867 wordt de Hongaarse Landdag daarom met de naam Rijksdag aangeduid.
Tussen 1921 en 1927 functioneerde het parlement als een kamer, daarna werden weer twee kamers ingesteld. Het Huis van Afgevaardigden was het lagerhuis en het Magnatenhuis was opnieuw het hogerhuis. Vanaf 1945 was er weer sprake van een eenkamerstelsel.
In 1948 vonden de laatste vrije verkiezingen vóór de komst van het communisme plaats. De winnende partij van kleine grondbezitters werd uiteindelijk gedwongen om te fuseren met de communistische Sociale Arbeiderspartij.
In 1989 kwam de omwenteling van communisme naar democratie en in 1990 vonden weer de eerste vrije verkiezingen plaats.

## Verkiezingen 6 april 2014
Zie: Hongaarse parlementsverkiezingen 2014
De verkiezingen van 6 april 2014 zijn de eerste die onder de nieuwe Hongaarse Grondwet hebben plaatsgevonden. Het nieuwe parlement is een stuk kleiner geworden; er zijn 106 leden gekozen via de districten en 93 via de landelijke kieslijsten, tezamen 199 zetels.
Verder vonden er niet meer twee stemronden plaats voor de districten. De winnaar wordt direct gekozen voor een zetel en hoefde niet zoals voorheen in de eerste ronde meer dan 50% van de stemmen te vergaren.
Critici gaven aan dat deze nieuwe kieswet voordeel oplevert voor Fidesz en nadeel voor de kleinere oppositiepartijen. Dit is ook gebleken bij de uitslagen. Fidesz kon met 44% van de stemmen weer een tweederdemeerderheid in het parlement behalen.

## Zetelverdeling (8 april 2018)
- Hongaarse Burgerunie of Fidesz - MPSZ (partijleider: Viktor Orbán) (133 zetels)
- Beweging voor een beter Hongarije of Jobbik (Gábor Vona) (26 zetels)
- Hongaarse Socialistische Partij of MSZP (István Hiller) (20 zetels)
- Politiek Kan Anders of LMP (8 zetels)
- Democratische Coalitie of DK (Ferenc Gyurcsány) (9 zetels)
- Samen 2014 -Dialoog voor Hongarije of PM (Szabolcs Szabó) (1 zetel)
- Landelijke gemeenschap van Hongaarse Duitsers (1 zetel)
- Onafhankelijk parlementslid Tamás Mellár (1 zetel)

## Zetelverdeling (2014-2018)
De 199 zetels in het Hongaars parlement worden bezet door:
- Hongaarse Burgerunie of Fidesz - MPSZ (partijleider: Viktor Orbán) (133 zetels samen met de KDNP)
- Christendemocratische Volkspartij of KDNP (Zsolt Semjén) (in lijstverbinding met Fidesz)
- Hongaarse Socialistische Partij of MSZP (Attila Mesterházy) (29 zetels)
- Beweging voor een beter Hongarije of Jobbik (Gábor Vona) (23 zetels)
- Politiek Kan Anders of LMP (András Schiffer) (5 zetels)
- Democratische Coalitie of DK (Ferenc Gyurcsány) (4 zetels)
- Samen 2014 -Dialoog voor Hongarije of PM (Benedek Jávor) (4 zetels)
- Hongaarse Liberale Partij of MLP (Gábor Fodor) (1 zetel)

## Zetelverdeling (2010-2014)
De 386 zetels in het Hongaars parlement worden bezet door:
- Hongaarse Burgerunie of Fidesz - MPSZ (partijleider: Viktor Orbán) (263 zetels, waarvan 36 namens de KDNP)
- Christendemocratische Volkspartij of KDNP (Zsolt Semjén) (in lijstverbinding met Fidesz)
- Hongaarse Socialistische Partij of MSZP (Attila Mesterházy) (49 zetels)
- Beweging voor een beter Hongarije of Jobbik (Gábor Vona) (47 zetels)
- Democratische Coalitie of DK (Ferenc Gyurcsány) (10 zetels)
- Dialoog voor Hongarije of PM (Benedek Jávor) (8 zetels)
- Politiek Kan Anders of LMP (Schiffer András) (7 zetels)
- onafhankelijk (2 zetels)

## Zetelverdeling 2006-2010
- Hongaarse Socialistische Partij (MSZP) (190 zetels)
- Hongaarse Burgerunie (Fidesz)(164 zetels)
- Vrije Liberale Unie (SZDSZ) (20 zetels)
- Hongaars Democratisch Forum (MDF) (11 zetels)
- Unie voor Somogy (1 zetel)

## Zetelverdeling 2002-2006
- Hongaarse Socialistische Partij (MSZP) (178)
- Hongaarse Burgerunie (Fidesz) (164)
- Hongaars Democratisch Formum (MDF) (24)
- Vrije Liberale Unie (SZDS) (20)

## Zetelverdeling 1998-2002
- Hongaarse Burgerunie (Fidesz) (148)
- Hongaarse Socialistische Partij (MSZP)(134)
- Partij van Kleine Landbouwers (48)
- Vrije Liberale Unie (SZDSZ) (24)
- Hongaars Democratisch Formum (MDF) (17)
- Hongaarse Partij voor Gerechtigheid en Leven (14)
- Onafhankelijke senator (1)

## Zetelverdeling 1994-1998
- Hongaarse Socialistische Partij (209)
- Vrije Liberale Unie (SZDSZ) (69)
- Hongaars Democratisch Forum (38)
- Partij van Kleine Landbouwers (26)
- Christendemocratische Volkspartij (22)
- Hongaarse Burgerunie (Fidesz) (20)
- Onafhankelijke senatoren (2)

## Zetelverdeling 1990-1994
Zie: Hongaarse parlementsverkiezingen 1990
- Hongaars Democratisch Forum (164)
- Vrije Liberale Unie (SZDSZ) (93)
- Partij van Kleine Landbouwers (44)
- Hongaarse Socialistische Partij (33)
- Hongaarse Burgerunie (Fidesz) (21)
- Christendemocratische Volkspartij (21)
- Overigen en onafhankelijk (10)